# 三柿野村
三柿野村（みかきのむら）は、かつて岐阜県稲葉郡にあった村である。
現在の各務原市蘇原地区の南部（蘇原旭町、蘇原柿沢町、蘇原菊園町、蘇原希望町、蘇原興亜町、蘇原栄町、蘇原早苗町、蘇原沢上町、蘇原瑞雲町、蘇原月丘町、蘇原三柿野町、蘇原緑町、蘇原村雨町、蘇原六軒町、川崎町、岐阜基地の一部など）に該当する。
地名は柿沢村、三滝新田、野村から一文字ずつとった合成地名である。

## 歴史
- 1874年（明治7年）9月 - 各務郡柿沢村、三滝新田、野村が合併し発足[2]。
- 1889年（明治22年）7月1日 - 町村制により三柿野村が発足。
- 1897年（明治30年）4月1日[3] - 厚見郡、各務郡、方県郡の一部が合併し、稲葉郡となる。三柿野村は稲葉郡の村となる。
- 1897年（明治30年）4月1日 - 伊飛島村、和合村、大宮村、古市場村、持田村と合併し蘇原村が発足。同日三柿野村廃止。

## 学校
- 単独での学校はなく、隣の古市場村の古市場尋常高等小学校（現・各務原市立蘇原第一小学校）への通学であった。

## その他
- 三柿野村のうち、旧・野村の地域は大日本帝国陸軍各務原飛行場の拡張により住民は退去となった。現在は航空自衛隊岐阜基地となっている。